# Sinople

Das Sinople bezeichnet die Farben Rot und ab dem 14. Jahrhundert gleichzeitig auch Grün.

Das Wort Sinople (auch Sinopel, Sinoper, Sinopia, Sinopis, Synople) steht vor allem für eine heraldische Farbe. Es leitet sich aus dem Mittelfranzösischen Sinopel oder Sinopre ab, aus dem Lateinischen Sinōpis und aus dem Altgriechischen von Sinopis, Σινωπίς. Der Ursprung des Wortes ist unklar, weil das Sinople zunächst die Farbe Rot bezeichnet und später Grün. Phasenweise bezeichnet man Grün und Rot parallel gleichzeitig mit Sinople. Während im Französischen oder Spanischen der Begriff geläufiger ist, ist er im Deutschen eher unbekannt. Sinople kann als Substantiv (das Sinople) und als Adjektiv (sinople) fungieren.

## Unterschiedliche Bedeutungen
1. Ursprünglich bezeichnet Sinople allgemein die Farbe Rot bzw. Zinnober, die unter anderem als Rötel zum Zeichnen verwendet wird. Seit Mitte des 14. Jahrhunderts bezeichnet es aber auch die Farbe Grün.
2. In der Mineralogie bezeichnet Sinople (auch Sinopit) eine eisenhaltige Erde von blutroter, bräunlichroter oder gelblichroter Farbe. In der Antike hält man die Terra sinopia (rote Erde) aus Sinopia (Sinope in Paphlagonien /Anatolien) für die beste, um sie als rote Farbe zu verwenden.[2] Die Erde wird in der Umgebung von Sinope abgebaut und aus dem Hafen von Sinope in andere Länder exportiert. Der Name Sinople wird auch für die rote Erde aus anderen Gebieten verwendet.
3. In der Heraldik des Mittelalters bezeichnet Sinople zunächst die Wappenfarbe Rot (vair) und seit dem 14. Jahrhundert Grün (vert). Der Grund für den Bedeutungswechsel ist unbekannt.[3] Gegenwärtig steht vor allem in der französischen und spanischen Heraldik Sinople für Grün. Und die Farbe Rot wird mit Gueules (französisch) oder Gules (englisch) bezeichnet, aber nie mehr mit Sinople.
4. Noch heute gibt es das rote, natürliche Pigment (Erdfarbe) Sinopia aus Sinope in Kleinasien. Das Pigment aus Sinope ist gelbrot bis rot und besonders farbintensiv. Auch lasierend zeigt es ein erstaunliches Färbvermögen.[4]
5. In der Farbenlehre bezeichnet Sinople den komplementären Rot-Grün-Kontrast.[5] Das Mohnblumenfeld zeigt eine der möglichen Bedeutungen von Sinople: den komplementären Rot-Grün-Kontrast.

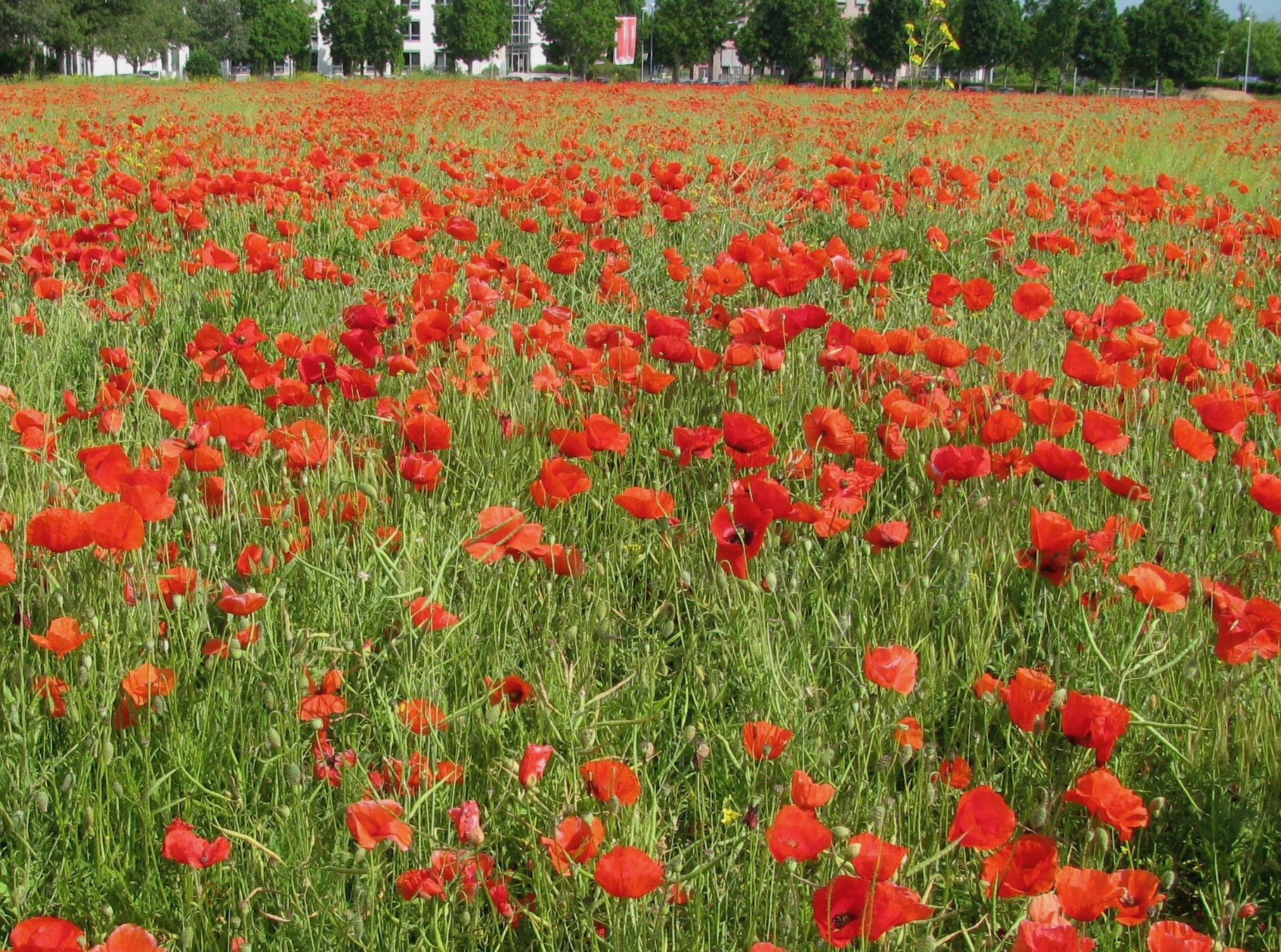
Das Mohnblumenfeld zeigt eine der möglichen Bedeutungen von Sinople: den komplementären Rot-Grün-Kontrast.

## Mögliche Gründe für die Anomalie
Der genaue Grund für die Doppelbedeutung bzw. Bedeutungsänderung, für die Anomalie von Sinople von Rot nach Grün, ist bis heute nicht geklärt.
1. Der französische Jesuit und Heraldiker Claude-François Ménestrier (1631–1705) zitiert aus einer handschriftlichen Broschüre, die um 1400 entstanden ist. Dort wird ein Pigment beschrieben, das Synoplum heißt, aus der Stadt Sinopli kommt und manchmal rot und manchmal grün ist.[6] Tatsächlich wird in der Umgebung von Sinope neben Zinnober (rotes Eisenoxid) auch Kupfer (grünes Kupferoxid, grüne Erde bzw. Grünspan) abgebaut.[7] Hier wird deutlich, dass man damals das Farbmittel Sinople nennt, weil es aus Sinope kommt. Dabei ist zweitrangig, ob es rot oder grün ist.
2. Möglich ist ein technologischer Hintergrund. Mittelalterliche Glasmacher verwenden zur Herstellung von rotem und grünem Glas das gleiche Kupferoxid, das sie unterschiedlich lange erhitzen.[8]
3. Wappen werden im Mittelalter zunächst nur mündlich beschrieben. Deshalb ist es vorstellbar, dass das französische Wort vert (für Grün) mit vair (für Rubinrot) verwechselt wird.[9]
4. Die Sprache der heraldischen Farben ist im Mittelalter höchst elitär und künstlich. Sie soll sich von der Alltagssprache absetzen und nur Eingeweihten verständlich sein. Farbnamen bilden eher eine phantasievolle Verzierung, als dass sie irgendeinen Begriff von objektiver Wahrheit verkörpern.[10]
5. Im Mittelalter ist die Beziehung zwischen Rot und Grün sehr eng. Schönheit und Harmonie bestehen nach mittelalterlichem Verständnis in der Verbindung zwischen den Extremen. Die Komplementarität beruht möglicherweise auf dem physiologischen Phänomen der farbigen Nachbilder, dem Sukzessivkontrast.[11] Verständlicher wird diese Haltung vielleicht, wenn man weiß, dass es in der deutschen Dichtung Farbvergleiche gibt, nach denen Rot und Purpur als grün oder sogar noch grüner als Gras bezeichnet wird.[12][13]

## Geschichte
Sinope ist eine antike, ursprünglich griechische Stadt am Schwarzen Meer auf einer Halbinsel im Norden von Kleinasien. Heute heißt die Stadt Sinop und liegt in der Türkei. Bereits in der Antike wird in der Umgebung von Sinope ein ziegelroter, eisenhaltiger Ton, das Sinople, abgebaut und als rote Farbe verwendet. Der römische Gelehrte Plinius der Ältere erwähnt in seiner Enzyklopädie Naturalis historia die rote Farbe Sinopis, die man am Pontus (Pontus euxinus = Schwarzes Meer) benutzt und bemerkt, dass der Name sich von der Stadt Sinope ableitet.
Zu Beginn der Heraldik, zwischen dem 12. und 13. Jahrhundert, ist Grün auf Schilden die am wenigsten verwendete Farbe. Der französische Historiker Michel Pastoureau (geb. 1947) stellt fest, dass sie in weniger als 5 % der europäischen Waffenkammern vorkommt. Eine mögliche Erklärung ist, dass diese Farbe bis zum 13. Jahrhundert eine negative Konnotation besitzt. Grün steht für den Teufel und seine Kreaturen, für die Sünde, für den Islam oder für Instabilität. Außerdem ist Grün bis zum Ende des 14. Jahrhunderts schwer herzustellen und hebt sich schlecht bei Kämpfen oder Turnieren von dem Grün des Grases ab. Mitte des 14. Jahrhunderts erlebt Westeuropa jedoch eine Aufwertung der Farbe Grün, ohne dass wir wissen warum. Bereits zu Beginn des 15. Jahrhunderts ist Grün im heraldischen Kanon weit verbreitet. Während in der Heraldik Sinople seit Anfang des 13. Jahrhunderts meist ein Grün bezeichnet, steht es in Dichtungen noch bis ins 15. Jahrhundert für Rot.
Die Malerinnen und Maler von der Antike, über das Mittelalter bis zur Renaissance beziehen aus Sinope eine besondere rötliche Kreide, das Sinopia. Sie fertigen damit Skizzen und Vorzeichnungen an. Dabei handelt es sich vor allem um eine auf dem Rauputz ausgeführte, provisorische Vorzeichnung für Mosaike und Wandmalereien, die sogenannte Sinopie. In der Renaissance wird das rote Erdpigment auch in der Ölmalerei verwendet. Die Kreide wird neben Sinopia auch als Sinople oder Sinopit bezeichnet und die damit hergestellte Vorzeichnung neben Sinopie auch als Sinople oder Sinopia.